# Erik Bratt

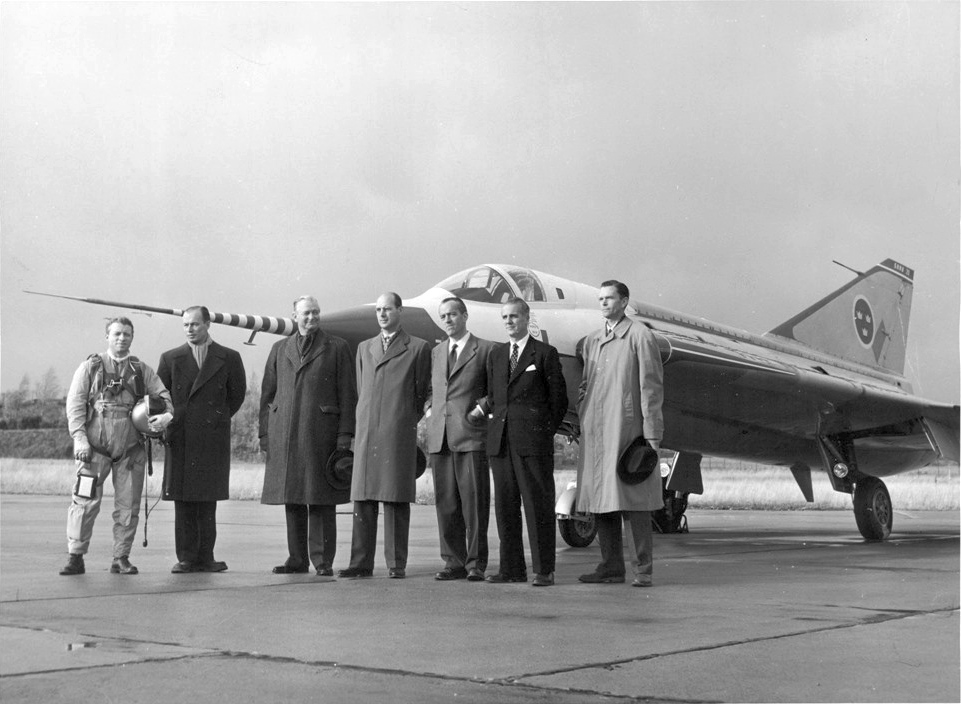
Erik Bratt (andra från vänster) framför prototypen av Saab 35 Draken.

Erik Gustaf Bratt, född 1 januari 1916 i Mariefreds församling, Södermanlands län, död 13 februari 2010 i Linköpings domkyrkoförsamling, Linköping, Östergötlands län, var en svensk civilingenjör.
Bratt var huvudansvarig för konstruktionen av Saab 35 Draken. Bratt var även reservflygförare vid Flygvapnet och erhöll därmed silvervingen. Erik Bratt var bror till översten Lars Bratt.
Bratt tog flygcertifikat 1937, och genomgick flygutbildning i Flygvapnet 1940–1942. Han tog 1942 civilingenjörsexamen från Kungliga Tekniska högskolan. Han var 1942–1945 anställd vid Skandinaviska Aero AB och från 1945 till sin pensionering 1981 vid Saab AB. År 1962 blev han överingenjör, 1964 chef för konstruktionsavdelningen för flygplan och 1974 direktör.
Vid Saab AB var Bratt ledare för det aerodynamiska design-konstruktionsteamet med Bertil Dillner, Hermann Behrbohm, Einar Bergström och Olle Ljungström för utvecklingen av Saab 35 Draken och  Saab 37 Viggen. Projektet inkluderade centrala delar i den internationella utvecklingen av överljudsflyg och deltavinge-konceptet. 
Syftet och resurserna till utvecklingsarbetet kom från flygvapnets önskan (Riksdagens försvarsbeslutet 1958) att snabbt attackera strategiska kärnvapenbombflyg såsom Tupolev Tu-16 innan de nådde sina mål i Sverige. Detta med snabba supersoniska deltavingeflygplan som Saab 35 Draken, där hastighet och beredskap var nyckelfaktorerna. 
Produkterna var för alla svenskar kända hörnstenar av svensk försvarspolitik under kalla kriget. Där Erik Bratt var en av dem som kommunicerade teamets annars militärt hemliga arbete, öppet i samhället för Saabs räkning och blev därmed känd, omskriven och personifierade produkterna. 
Han tilldelades Thulinmedaljen i guld 1972, promoverades 1984 till teknologie hedersdoktor vid Linköpings universitet och tilldelades 1986 Söderbergplaketten. 2002 utnämndes han till hedersmedlem i Svensk Flyghistorisk Förening.
Hans självbiografi heter Silvervingar. Erik Bratt är begravd på Västra griftegården, Linköping.